# Dieter Röttger

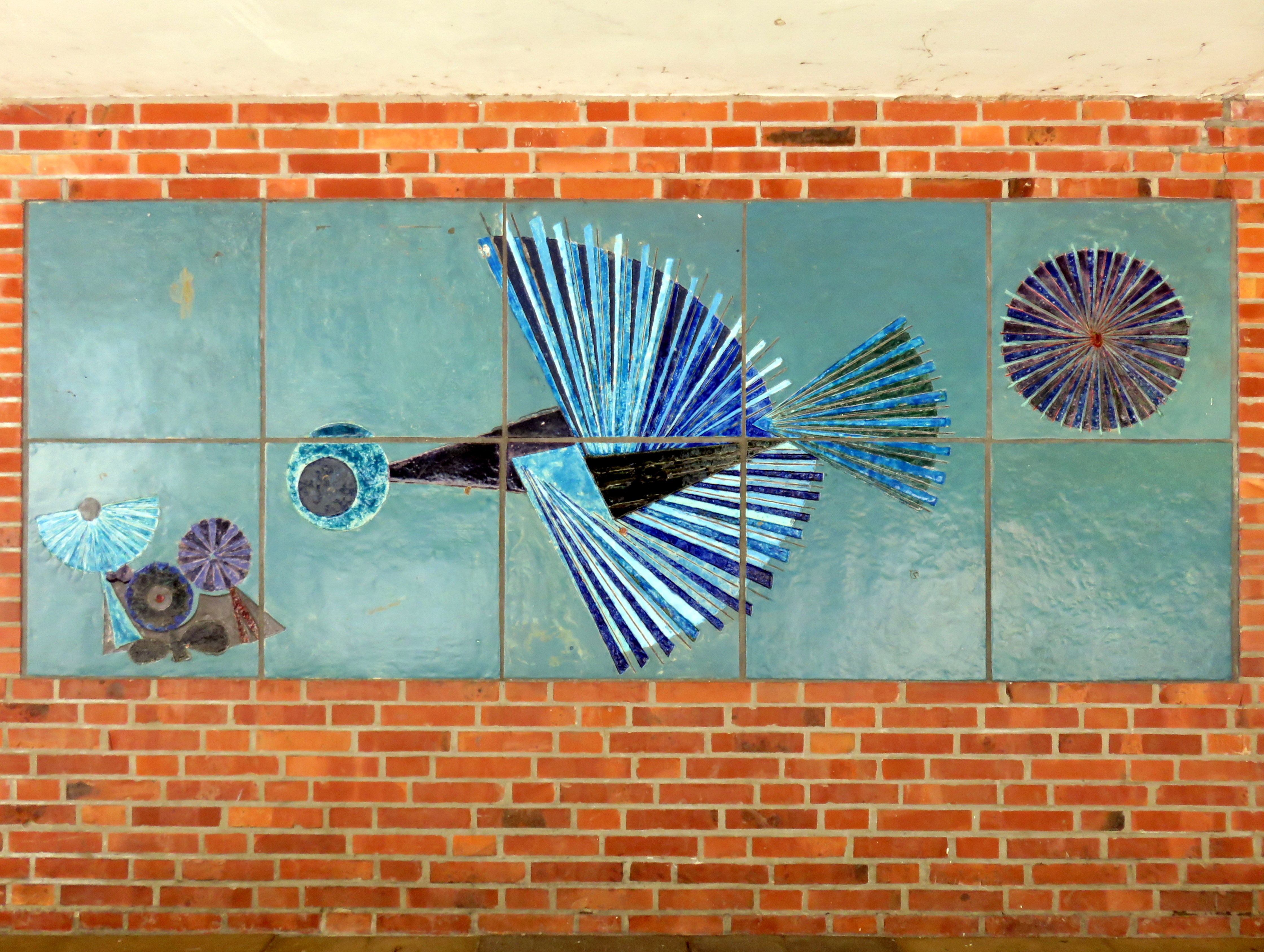
Blauer Vogel, 1962–1963, Grundschule Hinsbleek, Hamburg-Poppenbüttel

Dieter Röttger (* 1. Februar 1930 in Hamburg; † 18. August 2003 in Keitum auf Sylt) war ein norddeutscher Maler und Grafiker.
Er setzte sich mit Formen, Strukturen und Bewegungsabläufen auseinander. Es entstanden zahlreiche Radierungen, Tuschepinselzeichnungen, Acrylbilder, aber auch Keramiken. Die Kunstwerke erinnern an Pflanzen, Falter, Wassertiere und Vögel, aber auch an Sternengeburten, Atompilze, Wolken und den Bewegungsapparat des Menschen und der Pferde. Wer sich den Himmel bei stürmischen Wetter oder den Sonnenauf- und -untergang an der Nordsee und im Wattenmeer anschaut, wird die typischen „Röttger-Wolken“ erkennen können.

## Ausstellungen (Auswahl)

### Einzelausstellungen
- Hamburger Kunsthalle, 1961
- Overbeckgesellschaft Lübeck, 1961
- Schleswig-Holsteinisches Landesmuseum, Schloss Gottorf, Schleswig, 1962 und 1971
- Galerie Vömel, Düsseldorf, 1965, 1967, 1975 und 1980
- Kunsthalle Kiel, 1966
- Kunstkreis Hameln, 1966
- Kunstverein Hamburg, 1967
- Städtisches Museum Flensburg, 1967
- Kunstverein Gütersloh, 1968
- Galerie von der Höh, Hamburg, 1971
- Kunstkabinett Griesebach, Heidelberg, 1971
- Dithmarscher Landesmuseum, Meldorf, 1972
- Sønderjyllands Kunstmuseum, Tønder, 1973
- Graphisches Kabinett Vonderbank, Frankfurt, 1968 und 1974
- Museum Nissenhaus, Husum, 1968
- Galerie Hartmann, München, 1973
- State Gallery, Melbourne, 1975
- The Bishop's Gallery, Yarra (Australien), 1975
- Galerie Utermann, Dortmund, 1976,
- Kunstforum Bensheim-Bergstraße, 1979
- Kunstverein Kehl-Hanauerland, 1979
- Museen im Kulturzentrum Rendsburg, 1993[1]
- Galerie Lüth, Halebüll-Schobüll, 2000

### Beteiligungen
- Sylter Heimatmuseum, Keitum / Sylt, Neuerwerbungen und Bilder aus dem Bestand des Söl'ring Foriining, mit Albert Aereboe, Andreas Dirks, Otto Eglau, C. C. Feddersen, C. P. Hansen, Hugo Köcke, Ingo Kühl, Franz Korwan, Siegward Sprotte, Helene Varges, Magnus Weidemann und anderen, 2003
- Sylter Heimatmuseum (seit 2019 Sylt Museum), Keitum / Sylt, Rendezvous!,  mit Carl Christian Feddersen, Wenzel Hablik, Horst Janssen, Ingo Kühl, Boy Lornsen, Edda Raspé, Siegward Sprotte, Magnus Weidemann, Hans-Jürgen Westphal und anderen, 2018[2]